# Alois Stimpfle

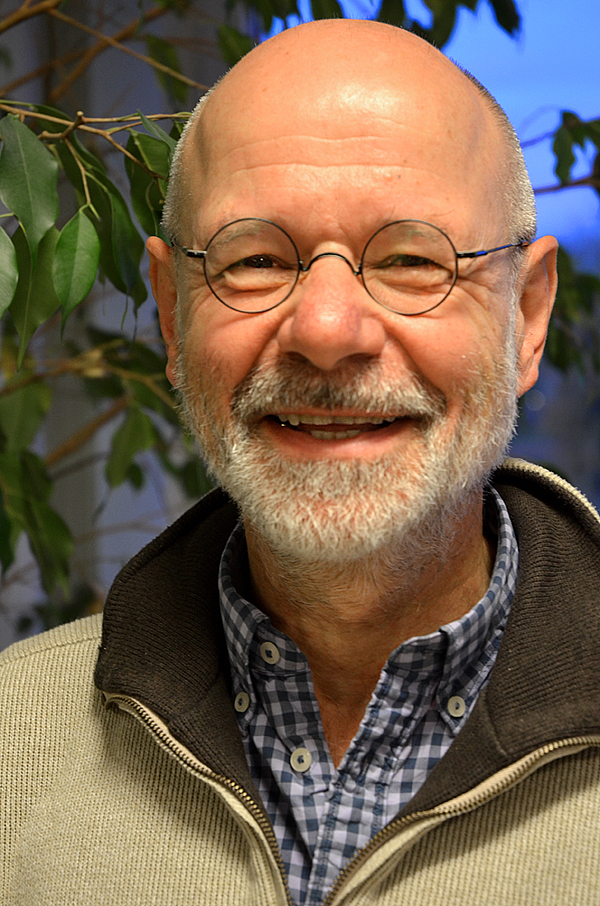
Alois Stimpfle (2018)

Alois Stimpfle (* 1954 in Maihingen) ist ein deutscher römisch-katholischer Theologe und Professor für Biblische Theologie, Schwerpunkt Neues Testament.

## Leben
Stimpfle studierte in Augsburg an der dortigen Universität, an der er 1988 zum Dr. theol. promoviert wurde. Anschließend arbeitete er an der Universität Augsburg, zuerst als Wissenschaftlicher Assistent, ab 1994 als Oberassistent. 1994 habilitierte er sich mit einer Untersuchung über Pontius Pilatus, ebenfalls an der Universität Augsburg.
Stimpfle wurde 1998 von der Leibniz Universität Hannover zum Professor für Biblische Theologie berufen mit dem Forschungsschwerpunkt Neues Testament.
Zudem wirkt Stimpfle an der Stiftung Universität Hildesheim.
Er ist verheiratet und hat drei Kinder.

## Schriften (Auswahl)
- Blinde sehen. Die Eschatologie im traditionsgeschichtlichen Prozess des Johannesevangeliums (= Beihefte zur Zeitschrift für die neutestamentliche Wissenschaft, Heft 57), zugleich Dissertation 1988 an der Universität Augsburg, Berlin; New York: de Gruyter, 1990, ISBN 978-3-11-012017-2 und ISBN 3-11-012017-8.
- Das Herzensgebet. Seine Wurzeln – seine Anfänge (= Wennigser Hefte zu Spiritualität und Kontemplation, Heft 1), Hrsg.: Kloster Wennigsen Via Cordis, Wennigsen: Kloster Wennigsen Via Cordis, 2007, ISBN 978-3-00-022460-7.
- Die Kinder von Ostia. Eine spannende Geschichte über die ersten Christen zur Zeit Kaiser Neros Stuttgart. 4. Aufl., kbw, Bibelwerk, 2019, ISBN 978-3-460-30500-7.

Als Herausgeber
- Alois Stimpfle (Hrsg.): Pater Noster – oder mit sieben Bitten auf in den Himmel? (= Thomas-Morus-Impulse, Bd. 1), hrsg. im Auftrag der Thomas-Morus-Gesellschaft Hannover, Berlin; Münster: Lit, 2010, ISBN 978-3-8258-0411-4; Inhaltsverzeichnis, Inhaltstext
- Die Bibel als Rück-Spiegel. Schriftmeditationen von H. Leroy, Band 1: Um Weihnachten und Ostern, neue Ausgabe, Saarbrücken: Fromm Verlag, 2012, ISBN 978-3-8416-0335-7